# Floder i Australien
Floder i Australien indeholder en liste over Australiens længste floder og en geografisk ordnet liste over betydelige floder i Australien.

## Længste floder
Nedenstående liste følger flodernes navngivning. Det længste flodløb i Australien er dog Murray/Darling/Culgoa/Balonne/Condamine med 3.672 kilometer.
| Nr. | Flod               | System         | Længde km | Kilde |
| --- | ------------------ | -------------- | --------- | ----- |
| 1   | Murray River       | Murray-Darling | 2.375     | [ 1 ] |
| 2   | Murrumbidgee River | Murray-Darling | 1.485     | [ 1 ] |
| 3   | Darling River      | Murray-Darling | 1.472     | [ 1 ] |
| 4   | Lachlan River      | Murray-Darling | 1.448     | [ 1 ] |
| 5   | Warrego River      | Murray-Darling | 1.380     | [ 1 ] |
| 6   | Cooper Creek       | Lake Eyre      | 1.300     | [ 1 ] |
| 7   | Paroo River        | Murray-Darling | 1.210     | [ 1 ] |

## Betydelige floder
Dette er en liste over betydelige floder i Australien. Listen er ordnet efter udløb, startende i den nordøstlige delstat Queensland.
- Flinders River, Queensland
- Mitchell River, Queensland,
- Fitzroy River, Queensland
- Brisbane River, Queensland
- Hawkesbury River, New South Wales
  - Nepean River, New South Wales
- Parramatta River, New South Wales
- George River, New South Wales
- Snowy River, Victoria
- Yarra, Victoria
- Warburton River, indre South Australia
  - Diamantina River
  - Coopers Creek
- Murray River, South Australia
  - Darling River
  - Murrumbidgee River
- Swan River, Western Australia
- Daly River, Northern Territory
  - Katherine
- South Alligator River, Northern Territory
- East Alligator River, Northern Territory
- Todd River, indre Northern Territory
- Derwent River, Tasmanien